# Kazimierz Marcinkiewicz
Kazimierz Marcinkiewicz (ka.'ʑi.mʲεʐ mar.ʨin.'kʲe.vʲitʂ) (Gorzów Wielkopolski, 20 dicembre 1959) è un politico polacco.
Ha ricoperto la carica di Primo ministro della Polonia dal 31 ottobre 2005 al 14 luglio 2006, quando è stato sostituito da Jarosław Kaczyński. È stato membro del partito Diritto e Giustizia (Prawo i Sprawiedliwość, PiS).